# Nilokeras Fossa
Nilokeras Fossa és una estructura geològica del tipus fossa a la superfície de Mart, situada amb el sistema de coordenades planetocèntriques a 26.03 ° de latitud N i 304 ° de longitud E. Fa 267 km de diàmetre. El nom va ser fet oficial per la UAI l'any 1988 i pren el nom d'una característica d'albedo.